# Нова Кесарија
Нова Кесарија (грч. Νεοκαισάρεια, Неокесарија) је насељено место у општини Катерини у периферији Средишња Македонија, Грчка. Према попису из 2021. године било је 339 становника.
Насеље је подигнуто 1923. године насељавањем грчких избегличких породица из Никсара (Неокесарија) у Турској. Први пут се помиње на попису из 1940. године са 569 становника.